# Spadella bradshawi
Spadella bradshawi är en djurart som tillhör fylumet pilmaskar, och som beskrevs av Bieri 1974. Spadella bradshawi ingår i släktet Spadella och familjen Spadellidae. Inga underarter finns listade i Catalogue of Life.